# Cinco Famílias
As Cinco Famílias referem-se a cinco famílias criminosas da máfia ítalo-americana que operam na cidade de Nova York. Em 1931, as cinco famílias foram organizadas por Salvatore Maranzano após sua vitória na Guerra Castellammarese.
Maranzano reorganizou as gangues ítalo-americanas na cidade de Nova York nas famílias Maranzano, Profaci, Mangano, Luciano e Gagliano, que agora são conhecidas como: Família Bonanno, Família Colombo, Família Gambino, Família Genovese e Família Lucchese. Cada família tinha um território demarcado e uma hierarquia organizacionalmente estruturada e reportava-se à mesma entidade governante superior. Inicialmente, Maranzano pretendia que o chefe de cada família se reportasse a ele como o capo dei capi ("chefe de todos os chefes").
No entanto, isso levou ao seu assassinato em setembro, e esse papel foi abolido para a Comissão, um comitê governante estabelecido por Lucky Luciano para supervisionar todas as atividades da máfia nos Estados Unidos e mediar conflitos entre famílias. Consistia nos chefes das Cinco Famílias, bem como nos chefes da Chicago Outfit e da Buffalo crime family. Em 1963, Joseph Valachi divulgou publicamente a existência das Cinco Famílias da cidade de Nova York nas audiências de Valachi. Desde então, algumas outras famílias criminosas conseguiram se tornar poderosas ou notáveis o suficiente para subir a um nível comparável ao das Cinco Famílias, mantendo ou compartilhando a designação não oficial de Sexta Família.

## História

### Conduzindo às Cinco Famílias
Na década de 1920, as operações da máfia nos Estados Unidos eram controladas por Giuseppe Joe The Boss Masseria, cuja facção consistia principalmente de gângsteres da Sicília e das regiões da Calábria e da Campânia no sul da Itália. A facção de Masseria incluía Charles Lucky Luciano, Albert Mad Hatter Anastasia, Vito Genovese, Alfred Mineo, Willie Moretti, Joe Adonis e Frank Costello. No entanto, o poderoso mafioso siciliano Don Vito Cascio Ferro decidiu fazer uma oferta pelo controle das operações da Máfia. De sua base em Castellammare del Golfo, ele enviou Salvatore Maranzano para assumir o controle. A facção Castellammarese nos Estados Unidos incluía Joseph Joe Bananas Bonanno, Stefano The Undertaker Magaddino, Joseph Profaci e Joe Aiello. À medida que se tornava cada vez mais evidente que as duas facções se enfrentariam pela liderança da Máfia, cada uma delas procurou recrutar mais seguidores para apoiá-las.
Externamente, a Guerra Castellammarese foi entre as forças de Masseria e Maranzano. Por baixo, no entanto, havia também um conflito geracional entre a liderança da velha guarda siciliana - conhecida como Mustache Petes por seus longos bigodes e modos do Velho Mundo, como recusar-se a fazer negócios com não italianos – e os Young Turks, um grupo italiano mais jovem e diversificado que tinha uma visão mais avançada e estava disposto a trabalhar mais com não italianos. Essa abordagem levou seus seguidores a questionar se Masseria era capaz de fazer a Máfia prosperar nos tempos modernos. Liderado por Luciano, o objetivo desse grupo era acabar com a guerra o mais rápido possível para retomar seus negócios, pois viam o conflito como desnecessário. O objetivo de Luciano era modernizar a máfia e acabar com as normas ortodoxas desnecessárias. Esta foi uma visão que lhe permitiu atrair seguidores, que tinham visto as inadequações da liderança tradicionalista de Masseria. Portanto, ambas as facções eram fluidas, com muitos mafiosos trocando de lado ou matando seus próprios aliados durante a guerra. As tensões entre as facções de Maranzano e Masseria eram evidentes já em 1928, com um lado frequentemente sequestrando os caminhões de álcool do outro (a produção de álcool era então ilegal devido à Lei Seca nos Estados Unidos).
No início de 1931, Luciano tomou a decisão de eliminar Masseria. A guerra estava indo mal para Masseria e Luciano viu uma oportunidade de mudar de aliança. Em um acordo secreto com Maranzano, Luciano concordou em arquitetar a morte de Masseria em troca de receber os esquemas de Masseria e se tornar o segundo em comando de Maranzano. Joe Adonis juntou-se à facção Masseria, e quando Masseria ouviu sobre a traição de Luciano, ele abordou Adonis sobre matar Luciano. No entanto, Adonis alertou Luciano sobre a trama de assassinato. Em 15 de abril de 1931, Masseria foi morto no Nuova Villa Tammaro, um restaurante de Coney Island no Brooklyn. Enquanto jogavam cartas, Luciano supostamente pediu licença para ir ao banheiro, sendo os atiradores Anastasia, Genovese, Adonis e Benjamin Bugsy Siegel; Ciro The Artichoke King Terranova dirigiu o carro em fuga, mas a lenda diz que ele estava muito abalado para ir embora e teve que ser empurrado para fora do banco do motorista por Siegel. Com a bênção de Maranzano, Luciano assumiu a gangue de Masseria e se tornou tenente de Maranzano, encerrando a Guerra Castellammarese.

### A formação das Cinco Famílias
Com a saída de Masseria, Maranzano reorganizou as gangues ítalo-americanas na cidade de Nova York nas Cinco Famílias chefiadas por Luciano, Profaci, Gagliano, Mangano e ele próprio. Maranzano convocou uma reunião de chefes do crime em Wappingers Falls, Nova York, onde se declarou capo di tutti capi. Maranzano também reduziu os esquemas das famílias rivais em favor da sua. Luciano parecia aceitar essas mudanças, mas estava apenas ganhando tempo antes de remover Maranzano. Embora Maranzano fosse um pouco mais visionário do que Masseria, Luciano passou a acreditar que Maranzano era ainda mais ganancioso e obstinado do que Masseria.
Em setembro de 1931, Maranzano percebeu que Luciano era uma ameaça e contratou Vincent Mad Dog Coll, um gângster irlandês, para matá-lo. No entanto, Lucchese alertou Luciano que ele estava marcado para morrer. Em 10 de setembro de 1931, Maranzano ordenou que Luciano, Genovese e Costello fossem ao seu escritório na 230 Park Avenue em Manhattan. Convencido de que Maranzano planejava assassiná-los, Luciano decidiu agir primeiro. Ele enviou ao escritório de Maranzano quatro gângsteres judeus cujos rostos eram desconhecidos do povo de Maranzano. Eles foram protegidos com a ajuda dos mafiosos judeus Meyer Lansky e Bugsy Siegel. Disfarçados de agentes do governo, dois dos bandidos desarmaram os guarda-costas de Maranzano. Os outros dois, auxiliados por Lucchese, que estava lá para apontar Maranzano, esfaquearam o chefe várias vezes antes de atirar nele. Este assassinato foi o primeiro do que mais tarde seria conhecido como a "Noite das Vésperas Sicilianas".

### A formação da Comissão
Após o assassinato de Maranzano em 1931, Luciano convocou uma reunião em Chicago. Embora houvesse poucas objeções se Luciano se declarasse capo di tutti capi, ele aboliu o título, acreditando que o cargo criava problemas entre as famílias e se tornaria alvo de outro desafiante ambicioso. Os objetivos de Luciano com a Comissão eram manter silenciosamente seu próprio poder sobre todas as famílias e evitar futuras guerras de gangues; os patrões aprovaram a ideia da Comissão. A Comissão consistiria em um "conselho de diretores" para supervisionar todas as atividades da Máfia nos Estados Unidos e servir para mediar conflitos entre famílias.
A Comissão consistia em sete chefes de família: os líderes das Cinco Famílias de Nova York: Charlie Lucky Luciano, Vincent Mangano, Tommy Gagliano, Joseph Joe Bananas Bonanno e Joe Profaci; o chefe da Chicago Outfit, Al Capone; e o chefe da Família Buffalo, Stefano Magaddino. Charlie Luciano foi nomeado presidente da Comissão. A Comissão concordou em realizar reuniões a cada cinco anos ou quando necessário para discutir problemas familiares.

### A Queda da Máfia
O período de poder da Máfia foi relativamente curto (mesmo que eles ainda estejam ativos, embora menos poderosos). O auge da máfia nos Estados Unidos foi durante as décadas de 40 e 50, até a década de 1970, quando a Lei RICO foi promulgada. A razão específica para a Lei RICO era parar a máfia e o crime organizado como um todo. O ato foi eficaz e fez com que grande parte dos integrantes presos se tornasse informante. Esse efeito se agravou com o tempo.

## Chefes originais e atuais das Cinco Famílias
Em 1963, Joseph Valachi divulgou publicamente a existência das Cinco Famílias da cidade de Nova York nas Audiências de Valachi. De acordo com Valachi, os chefes originais das Cinco Famílias eram Lucky Luciano, Tommaso Gagliano, Joseph Profaci, Salvatore Maranzano e Vincent Mangano. Na época de seu testemunho em 1963, Valachi revelou que os atuais chefes das Cinco Famílias eram Tommy Lucchese, Vito Genovese, Joseph Colombo, Carlo Gambino e Joe Bonanno. Desde então, esses têm sido os nomes mais comumente usados para se referir às Cinco Famílias de Nova York, apesar dos anos de reviravolta e mudança de chefes em cada uma.
| Nome da Família original | Fundado por         | Nome da Família atual | Nomeado após   | Chefe atual                      | Chefe interino            |
| ------------------------ | ------------------- | --------------------- | -------------- | -------------------------------- | ------------------------- |
| Gagliano                 | Tommy Gagliano      | Lucchese              | Tommy Lucchese | Victor Amuso                     | Michael Big Mike DeSantis |
| Luciano                  | Lucky Luciano       | Genovese              | Vito Genovese  | Liborio Salvatore Barney Bellomo | N/A                       |
| Mangano                  | Vincent Mangano     | Gambino               | Carlo Gambino  | Domenico Cefalù                  | Lorenzo Mannino           |
| Maranzano                | Salvatore Maranzano | Bonanno               | Joe Bonanno    | Michael The Nose Mancuso         | N/A                       |
| Profaci                  | Joe Profaci         | Colombo               | Joseph Colombo | Desconhecido                     | Desconhecido              |

## Territórios
As famílias criminosas operavam historicamente em toda a área metropolitana de Nova York, mas principalmente na cidade de Nova York. No estado de Nova York, as gangues aumentaram seus esquemas criminosos em Long Island (Nassau e Suffolk) e nos condados de Westchester, Rockland e Albany. Eles também mantêm uma forte presença no estado de Nova Jersey. As Cinco Famílias também estão ativas no sul da Flórida, Connecticut, Las Vegas e Massachusetts.

#### Família Bonanno
Opera principalmente no Brooklyn, Queens, Staten Island e Long Island. A família também mantém influência em Manhattan, Bronx, Condado de Westchester, Nova Jersey, Califórnia, Flórida e Atlanta. e tem laços com a Família Rizzuto em Quebec. A equipe da Bath Avenue operava na seção Bensonhurst do Brooklyn.

#### Família Colombo
Opera principalmente no Brooklyn, Queens e Long Island. A família também mantém influência em Staten Island, Manhattan, Bronx, Nova Jersey, Geórgia e Flórida.

#### Família Gambino
Opera principalmente no Brooklyn, Queens, Manhattan, Staten Island e Long Island. A família também mantém influência no Bronx, Nova Jersey, Condado de Westchester, Connecticut, Flórida e Los Angeles. Os Ozone Park Boys operam no Queens e Long Island. Os Staten Island Boys operam principalmente em Staten Island sob alguns outros subgrupos: The Annadale-Rossville Boys, Great Kills Crew e North Staten Island Crew.

#### Família Genovese
Opera principalmente em Manhattan, Bronx, Brooklyn e Nova Jersey. A família também mantém influência em Queens, Staten Island, Long Island, Westchester, Rockland, Connecticut, Massachusetts e Flórida. A 116th Street Crew opera em Upper Manhattan e no Bronx. Greenwich Village Crew opera em Greenwich Village, em Lower Manhattan. A Família Genovese de Nova Jersey opera em todo o estado de Nova Jersey.

#### Família Lucchese
Opera principalmente no Bronx, Manhattan, Brooklyn e Nova Jersey. A família também mantém influência em Queens, Long Island, Staten Island, Westchester County e Flórida. A Cutaia Crew opera no Brooklyn, Queens e Long Island. A Família Lucchese de Nova Jersey opera em todo o estado de Nova Jersey. Os Tanglewood Boys eram uma "gangue de recrutamento" que operava no condado de Westchester, no Bronx e em Manhattan.

## Sucessão do Chefe da máfia

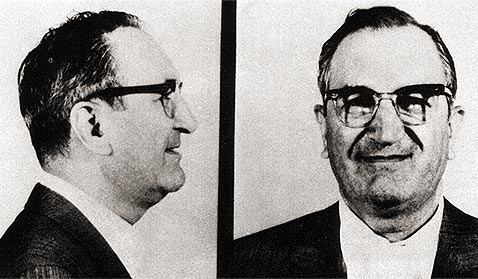
Mugshot de Joseph Joe Bananas Bonanno, que foi chefe de 1931 a 1968

### Família Maranzano/Bonanno
- 1909–1912 – Sebastiano DiGaetano
- 1912–1930 – Nicolo Schirò – fugiu
- 1930–1931 – Salvatore Maranzano – assassinado em 10 de setembro de 1931[5]
- 1931–1968 – Joseph Joe Bananas Bonanno – em 21 de outubro de 1964, Bonanno desapareceu; substituído à força como chefe pela comissão;[1] família do crime dividida em duas facções; em maio de 1966, Bonanno reapareceu após dois anos; se aposenta oficialmente após um ataque cardíaco em 1968
  - 1964–1966 – Gaspar Gasparino DiGregorio - instalado quando Bonanno desapareceu e mais tarde substituído à força pela Comissão;
  - 1966–1968 – Paul Sciacca[22] - para a Facção DiGregorio
- 1968–1971 – Paul Sciacca – preso
- 1971–1973 – Natale Joe Diamonds Evola[22] – morreu em 28 de agosto de 1973[23]
- 1973–1991 – Phillip Rusty Rastelli[22] – preso 1975–1984 e 1986–1991[24]
  - Agindo (não oficial)[5] 1974–1979 – Carmine Cigar Galante[22] - assassinado em 12 de julho de 1979[24]
  - Agindo entre 1979–1983 – Salvatore Sally Fruits Farrugia – nomeado pela Comissão[25]
  - Agindo 1987–1991 – Anthony The Old Man Spero[22] – condenado à prisão perpétua em 2002, morreu em 2008
- 1991–2004 – Joseph Big Joey Massino – preso em janeiro de 2003, tornou-se informante do governo em outubro de 2004
  - Agindo 1991–1993 – Anthony The Old Man Spero
  - Agindo 2003–2004 – Anthony Tony Green Urso – preso em janeiro de 2004
- 2004–2011 – Vincent Vinny Gorgeous Basciano – preso em novembro de 2004, em julho de 2007 recebeu uma sentença de prisão perpétua
  - Agindo 2004–2006 – Michael The Nose Mancuso – preso em fevereiro de 2006
  - Agindo 2006–2009 – Salvatore Sal the Iron Worker Montagna – deportado para o Canadá em abril de 2009,[26] baleado e morto em novembro de 2011
  - Agindo 2010–2012 – Vincent Vinny T.V. Badalamenti – preso em janeiro de 2012[27]
- 2013–presente – Michael The Nose Mancuso[28] – libertado da prisão em 12 de março de 2019
  - Agindo 2013–2014 – Thomas Tommy D DiFiore[29] – preso em 23 de janeiro de 2014
  - Agindo 2014–2015 – John Johnny Skyway Palazzolo – preso em 27 de março de 2015, por violar a liberdade condicional[30]
  - Agindo 2015–2019 – Joseph Joe C Cammarano Jr.[31] – indiciado por acusações de extorsão em 12 de janeiro de 2018, absolvido em 13 de março de 2019[31][32][33]

### Família Profaci/Colombo

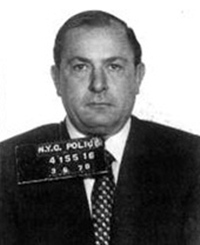
Mugshot de Joseph Colombo.

- 1928–1962 – Joseph Profaci[22] – morreu de causas naturais
- 1962–1963 – Joseph Magliocco – forçado a se aposentar pela Comissão da Máfia
- 1963–1973 – Joseph Colombo – paralisado por tentativa de assassinato
  - Agindo 1971–1972 – Joseph Yacovelli[34] – fugiu, após o assassinato de Joe Gallo
  - Agindo 1972–1973 – Vincenzo Vincent Aloi[35] – preso
  - Agindo 1973 – Joseph Joey Brancato[35] – preso[34]
- 1973–2019 – Carmine Junior Persico – preso 1973–1979,[36] 1981–1984,[37] 1985–2019,[38] faleceu em 7 de março de 2019[39]
  - Agindo 1973–1979 – Thomas DiBella[35] – renunciou, tornou-se Consigliere
  - Agindo 1981–1983 – Alphonse Allie Boy Persico – irmão de Carmine Persico; fugitivo 1980–1987, preso[40][41]
  - Agindo 1983–1984 – Gennaro Jerry Lang Langella - preso[38]
  - Agindo 1985–1987 – Anthony Scappy Scarpati – preso
  - Agindo 1987–1991 – Vittorio Vic Orena – preso condenado à prisão perpétua[42]
  - Agindo 1991–1993 – Vago – liderança disputada durante a terceira guerra
  - Agindo 1994–1996 – Andrew Andy Mush Russo[12][43] – preso em março de 1997
  - Agindo 1996–2019 – Alphonse Little Allie Boy Persico[12] – filho de Carmine Persico; preso condenado à prisão perpétua em 2009[44][45][46]
- 2019–2022 – Andrew Andy Mush Russo – indiciado em 14 de setembro de 2021.[47] – faleceu em 18 de abril de 2022[48][49]

### Família Mangano/Gambino

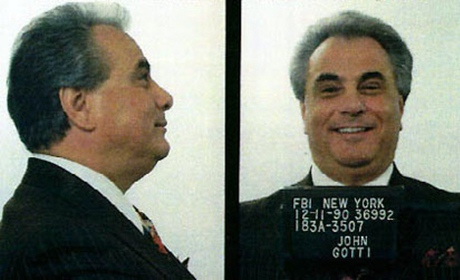
John Gotti logo após sua prisão em 1990.

- 1900–1910 – Ignazio The Wolf Lupo – preso em 1910[1]
- 1910–1928 – Salvatore Toto D'Aquila – assumiu o Brooklyn Camorra em 1916 e se fundiu com a gangue de Al Mineo formando a maior família em Nova York. Ele foi morto por ordem do chefe Joe Masseria em 1928
- 1928–1930 – Manfredi Alfred Mineo – morto na Guerra Castellammarese em 1930
- 1930–1931 – Frank Scalice – rebaixado após o assassinato do capo dei capi Salvatore Maranzano
- 1931–1951 – Vincent Mangano – desapareceu em abril de 1951, supostamente morto por ordem do subchefe Albert Anastasia
- 1951–1957 – Albert Anastasia – assassinado em outubro de 1957 por ordem de Carlo Gambino
- 1957–1976 – Carlo Gambino – morreu de causas naturais em 1976
  - Atuando 1964–1976 – Paul Castellano – chefe interino de Gambino, tornou-se chefe oficial após sua morte
- 1976–1985 – Paul Castellano – assassinado em dezembro de 1985 por ordem do capo John Gotti.
- 1985–2002 – John Gotti – preso em 1990, morreu em 2002
  - Atuando 1993–1999 – John Gotti Junior – preso em 1999, depois se aposentou
  - Atuando 1999–2002 – Peter Gotti – promovido a chefe oficial
- 2002–2011 – Peter Gotti – preso em 2002, morreu em 2021
  - Atuando 2002–2005 – Arnold Squitieri[29]
  - Atuando 2005–2008 – John D'Amico[29]
- 2011–presente – Domenico Italian Dom Cefalù
  - Atuando 2015–2019 – Frank Cali – assassinado em março de 2019
  - Chefe defrente 2019 –presente – Lorenzo Mannino

### Família Luciano/Genovese

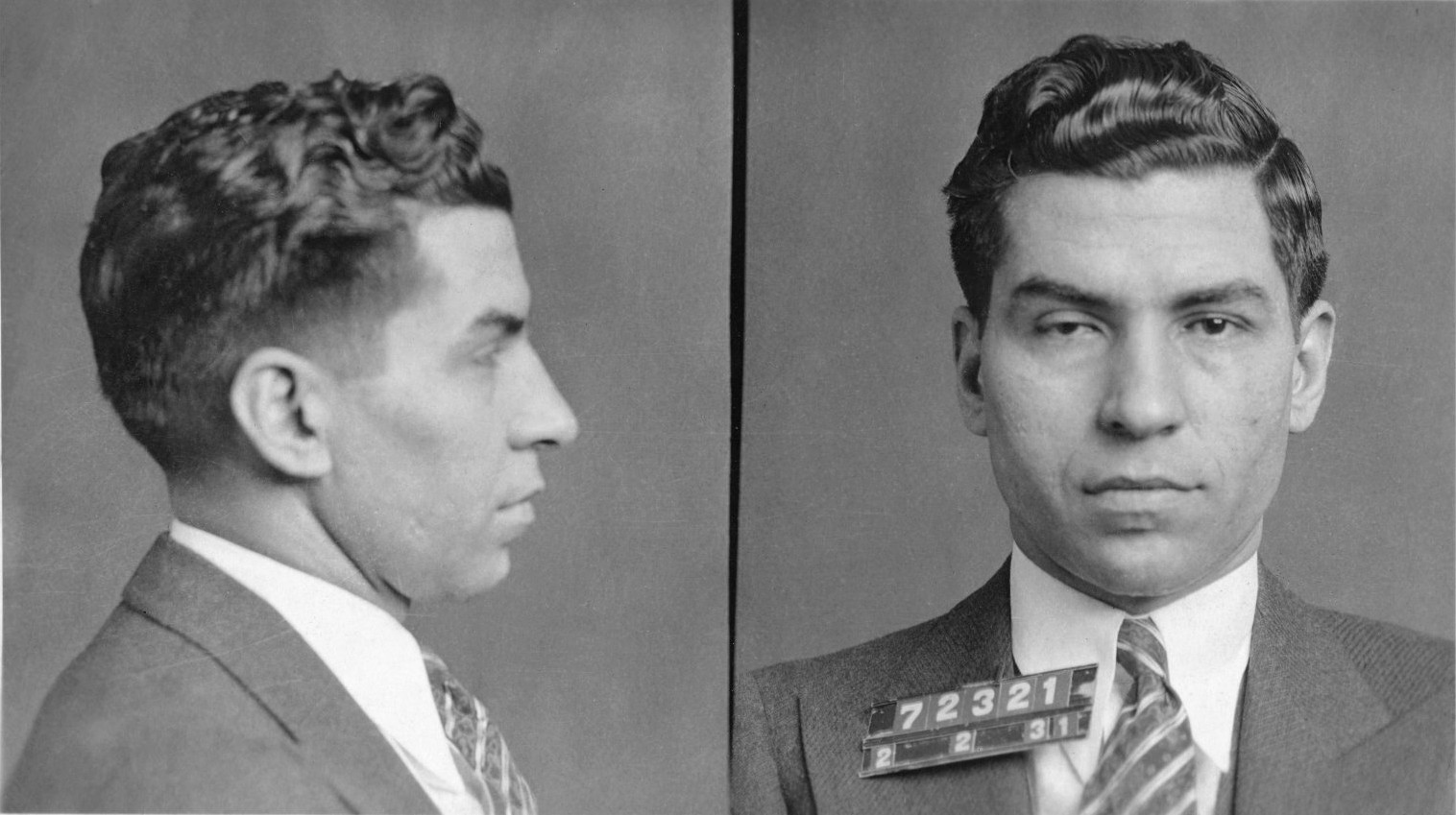
Mugshot de Lucky Luciano

- 1890–1909 – Giuseppe The Clutch Hand Morello – preso
- 1910–1916 – Nicholas Nick Morello Terranova – assassinado em 7 de setembro de 1916
- 1916–1920 – Vincenzo Vincent Terranova – deixou o cargo tornando-se subchefe
- 1920–1922 – Giuseppe The Clutch Hand Morello – deixou o cargo tornando-se subchefe de Masseria
- 1922–1931 – Giuseppe Joe the Boss Masseria – assassinado em 15 de abril de 1931
- 1931–1946 – Charles Lucky Luciano – imprisoned in 1936, deported to Italy in 1946
  - Atuando 1936–1937 – Vito Don Vito Genovese – fugiu para a Itália em 1937 para evitar acusação de assassinato
  - Atuando 1937–1946 – Frank The Prime Minister Costello – tornou-se chefe oficial após a deportação de Luciano
- 1946–1957 – Frank The Prime Minister Costello – renunciou em 1957 após a tentativa de assassinato de Genovese-Gigante[50][51]
- 1957–1969 – Vito Don Vito Genovese – preso em 1959, morreu na prisão em 1969
  - Atuando 1959–1962 – Anthony Tony Bender Strollo – desapareceu em 1962
  - Atuando 1962–1965 – Thomas Tommy Ryan Eboli – tornou-se chefe de frente
  - Atuando 1965–1969 – Philip Benny Squint Lombardo – tornou-se o chefe oficial
- 1969–1981 – Philip Benny Squint Lombardo – aposentado em 1981, morreu de causas naturais em 1987
- 1981–2005 – Vincent Chin Gigante – preso em 1997, morreu na prisão em 19 de dezembro de 2005[52]
  - Atuando 1989–1996 – Liborio Barney Bellomo – promovido a chefe de rua
  - Atuando 1997–1998 – Dominick Quiet Dom Cirillo – sofreu ataque cardíaco e renunciou
  - Atuando 1998–2005 – Matthew Matty the Horse Ianniello – renunciou ao ser indiciado em julho de 2005
  - Atuando 2005–2008 – Daniel Danny the Lion Leo[53] – preso 2008-2013
- 2010–presente – Liborio Barney Bellomo

### Família Gagliano/Lucchese

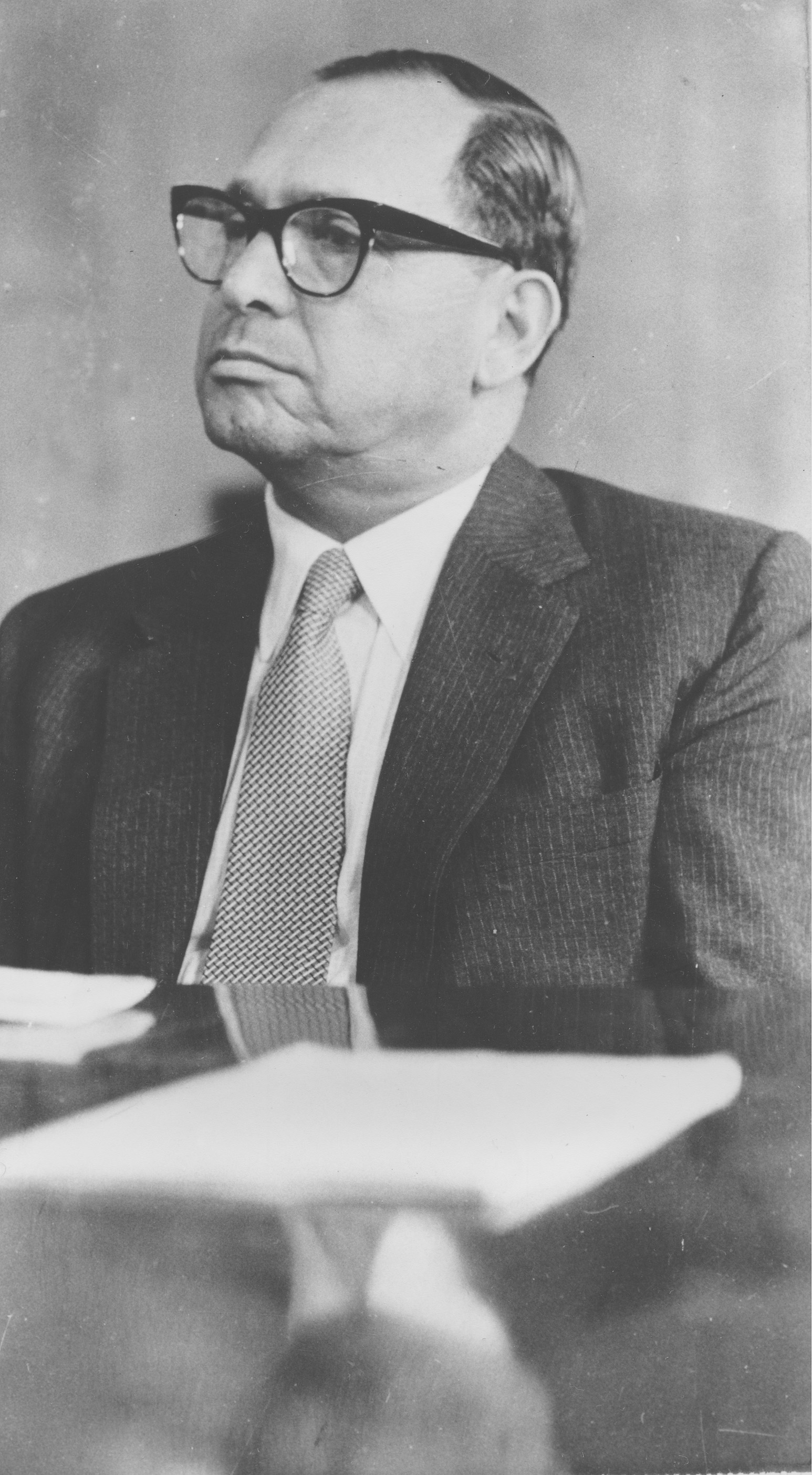
Tommy Lucchese foi chefe de 1951 a 1967

- 1922–1930 – Gaetano Tommy Reina – assassinado em 26 de fevereiro de 1930
- 1930 – Bonaventura Joseph Pinzolo – assassinado em 5 de setembro de 1930
- 1930–1951 – Tommaso Tommy Gagliano – aposentado em 1951, faleceu em 16 de fevereiro de 1953
- 1951–1967 – Gaetano Tommy Brown Lucchese – morreu em 13 de julho de 1967[54][55]
  - Atuando 1966–1967 – Carmine Tramunti – rebaixado
  - Atuando 1967 – Ettore Eddie Coco – rebaixado
- 1967–1973 – Carmine Mr. Gribbs Tramunti – preso em outubro de 1973
- 1973–1986 – Anthony Tony Ducks Corallo – indiciado em 15 de fevereiro de 1985, condenado em 19 de novembro de 1986 no julgamento da Comissão da Máfia e sentenciado em 13 de janeiro de 1987 a 100 anos de prisão.
- 1986–presente – Vittorio Vic Amuso[56] – preso em 1991, recebeu uma sentença de prisão perpétua em janeiro de 1993
  - Atuando 1990–1991 – Alphonse Little Al D'Arco – rebaixado, tornou-se membro de um painel de decisão
  - Atuando 1995–1998 – Joseph Little Joe DeFede – preso em 1998
  - Atuando 1998–2000 – Steven Wonderboy Crea –  preso em 6 de setembro de 2000
  - Atuando 2000–2003 – Louis Louie Bagels Daidone – preso em março de 2003, condenado à prisão perpétua em janeiro de 2004
  - Atuando 2009–2017: Matthew Matt Madonna: indiciado em 2007 e 2009; preso 2015–presente; indiciado em 2017[57][58][59][60]
- Atuando 2017–presente – Michael Big Mike DeSantis[60]